# Gladvoorhoofdkaaimans
Gladvoorhoofdkaaimans (Paleosuchus) zijn een geslacht van krokodilachtigen (Crocodilia) uit de familie alligators en kaaimannen (Alligatoridae) en de onderfamilie kaaimannen (Caimaninae).

## Naam en indeling
Gladvoorhoofdkaaimans worden ook wel dwergkaaimannen of gladkoppige kaaimannen genoemd. De wetenschappelijke naam van de groep werd voor het eerst voorgesteld door John Edward Gray in 1862. Beide soorten werden aanvankelijk tot het geslacht krokodillen (Crocodilus) gerekend.
De wetenschappelijke geslachtsnaam Paleosuchus is afgeleid van de Oudgriekse worden παλαιός (palaios) en σοῦχος (soukhos) en betekent letterlijk 'oude krokodil'.
De meeste kaaimannen hebben een opstaande rand tussen de ogen aan de bovenzijde van de kop, welke bestaat uit een verbening. Deze rand doet enigszins denken aan het verbindingsstuk van een brilmontuur. Bij de brilkaaiman is deze rand zo geprononceerd dat de soort er zelfs zijn Nederlandstalige naam aan te danken heeft. Bij de soorten uit het geslacht Paleosuchus ontbreekt deze rand echter waaraan de naam gladvoorhoofdkaaimans is te danken.

### Soorten
Het geslacht omvat de volgende soorten, met de auteur en het verspreidingsgebied.
| Naam                                                     | Auteur          | Verspreidingsgebied |
| -------------------------------------------------------- | --------------- | --- |
| Cuviers gladvoorhoofdkaaiman (Paleosuchus palpebrosus)   | Cuvier, 1807    | Bolivia, Brazilië, Colombia, Ecuador, Frans-Guyana, Paraguay, Peru, Suriname, Venezuela, Trinidad en mogelijk in Guyana. |
| Schneiders gladvoorhoofdkaaiman (Paleosuchus trigonatus) | Schneider, 1801 | Bolivia, Brazilië, Colombia, Ecuador, Frans-Guyana, Guyana, Peru, Suriname, Venezuela                                    |

## Uiterlijke kenmerken

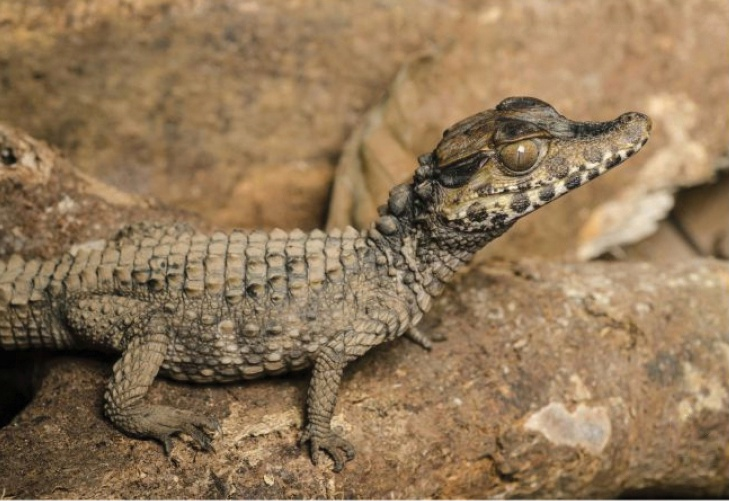
Schneiders gladvoorhoofdkaaiman (Paleosuchus trigonatus) met de typische opgerichte houding van de kop.

De soorten bereiken een maximale lichaamslengte van ongeveer twee meter inclusief de staart maar blijven meestal aanzienlijk kleiner tot 1,5 meter. Ze behoren hiermee samen met de breedvoorhoofdkrokodil (Osteolaemus tetraspis) tot de kleinste krokodilachtigen ter wereld.
Beide soorten hebben een sterk bepantserd lichaam wat waarschijnlijk te maken heeft met de habitat. Deze krokodillen komen voor in snelstromend water met een rotsige ondergrond. Gladvoorhoofdkaaimans danken hun bepantsering aan benige insluitingen van de huid, osteodermen genaamd. De ogen zijn altijd bruin van kleur, de kaaimannen hebben een relatief korte staart. Beide soorten vallen op tijdens het lopen doordat ze dan de hals omhoog steken en de kop oprichten wat doet denken aan de tred van zoogdieren.

## Verspreiding en habitat
Gladvoorhoofdkaaimans komen voor in delen van Zuid-Amerika en leven in de landen Bolivia, Brazilië, Colombia, Ecuador, Frans-Guyana, Guyana, Peru, Suriname, Venezuela, Paraguay en Trinidad. Schneiders gladvoorhoofdkaaiman komt voor in het noorden van Zuid-Amerika, Cuviers gladvoorhoofdkaaiman deelt het verspreidingsgebied maar komt daarnaast in een veel groter gebied voor tot in centraal Zuid-Amerika. De habitat bestaat uit vochtige tropische en subtropische laaglandbossen en uit de kust gelegen draslanden.

## Beschermingsstatus
Door de internationale natuurbeschermingsorganisatie IUCN is aan beide soorten een beschermingsstatus toegewezen. De krokodillen worden beschouwd als 'veilig' (Least Concern of LC).

## Cladogram
Onderstaand een schematisch overzicht van de verwantschappen tussen de verschillende moderne geslachten van de krokodilachtigen.
|  | \| \| Caiman \| \| \| \| \| \| Melanosuchus \| \| \| \| |
|  |                                                         |
|  | Paleosuchus                                             |
|  |                                                         |
|  | Caiman                                                  |
|  |                                                         |
|  | Melanosuchus                                            |
|  |                                                         |

|  | Caiman       |
|  |              |
|  | Melanosuchus |
|  |              |

|  | \| \| Caiman \| \| \| \| \| \| Melanosuchus \| \| \| \| |
|  |                                                         |
|  | Paleosuchus                                             |
|  |                                                         |
|  | Caiman                                                  |
|  |                                                         |
|  | Melanosuchus                                            |
|  |                                                         |

|  | Caiman       |
|  |              |
|  | Melanosuchus |
|  |              |

|  | Crocodylus                                                |
|  |                                                           |
|  | \| \| Mecistops \| \| \| \| \| \| Osteolaemus \| \| \| \| |
|  |                                                           |
|  | Mecistops                                                 |
|  |                                                           |
|  | Osteolaemus                                               |
|  |                                                           |

|  | Mecistops   |
|  |             |
|  | Osteolaemus |
|  |             |

|  | Gavialis  |
|  |           |
|  | Tomistoma |
|  |           |

|  | Crocodylus                                                |
|  |                                                           |
|  | \| \| Mecistops \| \| \| \| \| \| Osteolaemus \| \| \| \| |
|  |                                                           |
|  | Mecistops                                                 |
|  |                                                           |
|  | Osteolaemus                                               |
|  |                                                           |

|  | Mecistops   |
|  |             |
|  | Osteolaemus |
|  |             |

|  | Gavialis  |
|  |           |
|  | Tomistoma |
|  |           |

|  | \| \| Caiman \| \| \| \| \| \| Melanosuchus \| \| \| \| |
|  |                                                         |
|  | Paleosuchus                                             |
|  |                                                         |
|  | Caiman                                                  |
|  |                                                         |
|  | Melanosuchus                                            |
|  |                                                         |

|  | Caiman       |
|  |              |
|  | Melanosuchus |
|  |              |

|  | \| \| Caiman \| \| \| \| \| \| Melanosuchus \| \| \| \| |
|  |                                                         |
|  | Paleosuchus                                             |
|  |                                                         |
|  | Caiman                                                  |
|  |                                                         |
|  | Melanosuchus                                            |
|  |                                                         |

|  | Caiman       |
|  |              |
|  | Melanosuchus |
|  |              |

|  | Crocodylus                                                |
|  |                                                           |
|  | \| \| Mecistops \| \| \| \| \| \| Osteolaemus \| \| \| \| |
|  |                                                           |
|  | Mecistops                                                 |
|  |                                                           |
|  | Osteolaemus                                               |
|  |                                                           |

|  | Mecistops   |
|  |             |
|  | Osteolaemus |
|  |             |

|  | Gavialis  |
|  |           |
|  | Tomistoma |
|  |           |

|  | Crocodylus                                                |
|  |                                                           |
|  | \| \| Mecistops \| \| \| \| \| \| Osteolaemus \| \| \| \| |
|  |                                                           |
|  | Mecistops                                                 |
|  |                                                           |
|  | Osteolaemus                                               |
|  |                                                           |

|  | Mecistops   |
|  |             |
|  | Osteolaemus |
|  |             |

|  | Gavialis  |
|  |           |
|  | Tomistoma |
|  |           |